# Patrick Mohr

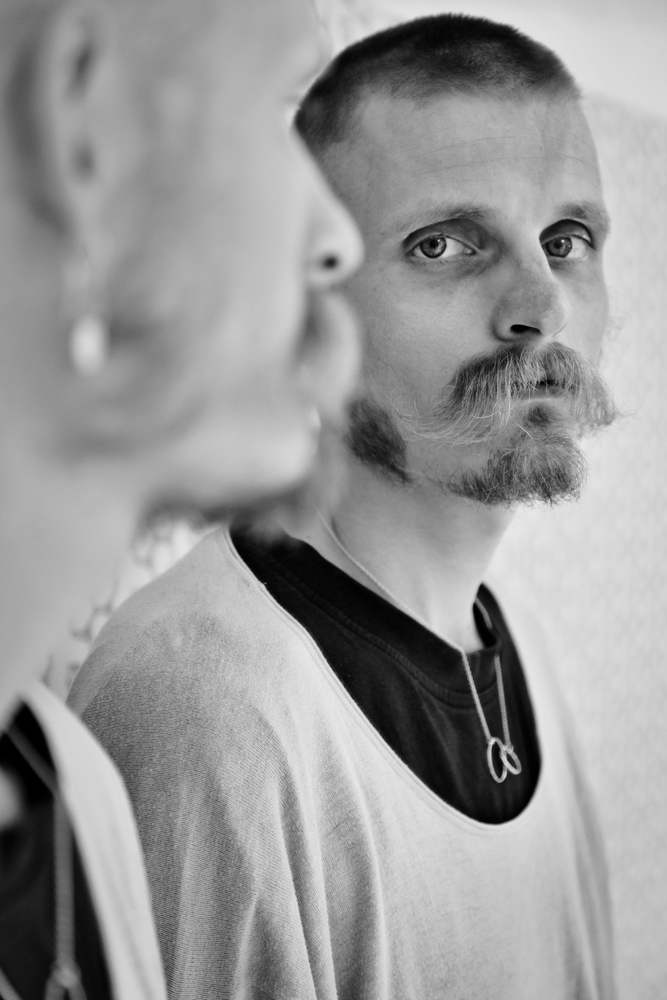
Designer Patrick Mohr

Patrick Mohr (* 24. November 1980 in Mainz) ist ein deutscher Modeschöpfer und Gründer des gleichnamigen Modelabels patrick mohr.

## Leben
Patrick Mohr wuchs als Sohn eines Unternehmensberaters in Kolbermoor bei Rosenheim auf und absolvierte dort zunächst eine Schreinerlehre sowie eine Ausbildung zum Einzelhandelskaufmann.
Ab dem Jahr 2000 sammelte er für drei Jahre erste Erfahrungen in der Modewelt als Model in Mailand und Paris.
2003 begann Mohr an der Internationalen Modeschule Esmod in München ein Modedesignstudium. 2007 erlangte er an der Esmod einen graduierten Abschluss und wurde mit dem Preis für die beste Abschlusskollektion, für die er Hightech-Kleidung in einer Mischung aus Sportlern und Zukunftswesen entworfen hatte, ausgezeichnet.
Nach seinem Modedesignstudium ging Mohr 2007 nach Kopenhagen, wo er für den Modedesigner Henrik Vibskov arbeitete.
Seine eigene Modemarke gründete er 2008 als Patrick Mohr Lifestyle GmbH mit Sitz in Trier. Mohrs Kollektionen wurden bereits auf der Fashion Week Berlin gezeigt. Sein Modelabel patrick mohr ist sowohl in Europa, als auch in den USA und Asien vertreten.
Bereits 2009 sorgte Mohr für Aufsehen auf der Fashion Week Berlin, als er Obdachlose auf den Laufsteg schickte, die in den von Mohr kreierten Outfits eher Waldmenschen glichen. Eine Saison später liefen Bodybuilder über den Laufsteg, 2011 folgten looks eines buddhistisch inspirierten Designs. Er gilt als Provokateur beim Modestyling und der Schnittformen. Des Weiteren findet sich sein Symbol, in Form eines Dreiecks an seinen Kreationen.
Er selbst bezeichnet seine Modekollektionen als Sophisticated Sportswear, eine Kombination aus hochwertigen Materialien, modernen Grafiken, raffinierten Schnitten und Streetwear-Elementen, bei denen er sich durch Einsamkeit inspirieren lasse. Die von ihm entworfene Mode soll tragbar sein, und sich weder an finanziellen Mitteln, noch am branchenüblichen Glamour und Sexiness orientieren. Mohrs Kollektionen gelten zudem auch als unisexuell, da sie nicht eindeutig männlich oder weiblich angelegt sind.
Am 16. Januar 2013 präsentierte Mohr die Kooperation „patrick mohr meets Reebok Classic“ auf der Fashion Week Berlin und stellte von ihm entworfene Reebok-Sneaker vor.
2015 ging er unter dem Titel Patrick loves Spongebob by PM eine Zusammenarbeit mit Nickelodeon und Viacom über eine Spongebob-Modekollektion ein, die 2016 in den Handel kam.
2015 arbeitete Mohr zudem mit der Münchner Streetwear-Marke K1X zusammen und gestaltete ein Sportschuhmodell.
Mohr lebt und arbeitet in München.